# Mamdooh Al-Doseri
Mamdooh Husain Isa Al-Doseri (arab. ‏ممدوح حسين عيسى الدوسري‎, ur. 4 sierpnia 1971) – bahrajński kolarz szosowy, uczestnik igrzysk olimpijskich.
Al-Doseri reprezentował Bahrajn podczas igrzysk olimpijskich 1992 odbywających się w Barcelonie. Wystąpił w jeździe drużynowej na czas razem z Saberem Mohamedem Hasanem, Jameelem Kadhemem i Jamalem Ahmedem Al-Doserim. Bahrajńczycy zajęli wówczas 22. miejsce pośród 30 reprezentacji biorących udział w konkurencji.